# Druga Liga 2015
La Druga Liga 2015 è la 4ª edizione del campionato di football americano di secondo livello, organizzato dalla SAAF.

## Squadre partecipanti
| Club                  | Città     | Stadio | Sponsor ufficiale | Risultato nella stagione 2014 |
| --------------------- | --------- | ------ | ----------------- | ----------------------------- |
| Belgrade Blue Dragons | Belgrado  |        |                   |                               |
| Bor Golden Bears      | Bor       |        |                   |                               |
| Kikinda Mammoths      | Kikinda   |        |                   |                               |
| Požarevac Pastuvi     | Požarevac |        |                   |                               |
| Vršac Lavovi          | Vršac     |        |                   |                               |
| Zemun Pirates         | Zemun     |        |                   |                               |

## Stagione regolare

### Calendario

#### 1ª giornata
| Požarevac 3 maggio 2015, ore 14:00 | Požarevac Pastuvi | 27 – 12 (6-0 13-6 0-0 8-6) referto | Bor Golden Bears | SC Pressing (300 spett.) |

| Belgrado 3 maggio 2015, ore 14:00 | Belgrade Blue Dragons | 50 – 6 (0-6 28-0 14-0 8-0) referto | Zemun Pirates | SC Košutnjak (200 spett.) |

| Vršac 3 maggio 2015, ore 14:00 | Vršac Lavovi | 8 – 16 (8-10 0-6 0-0 0-0) referto | Kikinda Mammoths | Gradski stadion (200 spett.) |

#### 2ª giornata
| 17 maggio 2015, ore 15:00 | Zemun Pirates | 12 – 28 referto | Kikinda Mammoths |  |

| Bor 17 maggio 2015, ore 15:00 | Bor Golden Bears | 22 – 28 (d.t.s.) (6-8 8-0 0-8 8-6 0-6) referto | Vršac Lavovi | FK Rudar (300 spett.) |

| 17 maggio 2015, ore 15:00 | Belgrade Blue Dragons | 29 – 13 referto | Požarevac Pastuvi |  |

#### 3ª giornata
| Vršac 24 maggio 2015, ore 15:00 | Vršac Lavovi | 14 – 30 (8-14 6-0 0-8 0-8) referto | Belgrade Blue Dragons | Gradski stadion (100 spett.) |

| Kikinda 24 maggio 2015, ore 15:00 | Kikinda Mammoths | 40 – 12 (6-0 27-6 7-0 0-6) referto | Bor Golden Bears | Stadion ŽAK (300 spett.) |

| 24 maggio 2015, ore 16:00 | Požarevac Pastuvi | 28 – 55 | Zemun Pirates |  |

#### 4ª giornata
| Belgrado 7 giugno 2015, ore 13:00 | Belgrade Blue Dragons | 8 – 7 (0-0 0-0 0-0 8-7) referto | Kikinda Mammoths | SC INGE (150 spett.) |

| Zemun 7 giugno 2015, ore 16:00 | Zemun Pirates | 34 – 0 (6-0 6-0 16-0 6-0) referto | Bor Golden Bears | Stadion 13. maj (150 spett.) |

| Požarevac 7 giugno 2015, ore 16:00 | Požarevac Pastuvi | 32 – 42 (0-16 19-6 7-8 6-8) referto | Vršac Lavovi | Stadion Vojvoda Milenko (200 spett.) |

#### Anticipi 1
| 18 giugno 2015, ore 16:00 | Bor Golden Bears | 0 – 35 (a tavolino) referto | Belgrade Blue Dragons |  |

#### 5ª giornata
| 21 giugno 2015, ore 16:00 | Vršac Lavovi | 44 – 12 (16-0 0-6 16-6 12-0) referto | Zemun Pirates |  |

| Kikinda 21 giugno 2015, ore 17:00 | Kikinda Mammoths | 26 – 12 (6-0 8-6 6-0 6-6) referto | Požarevac Pastuvi | Stadion ŽAK (200 spett.) |

### Classifica
La classifica della regular season è la seguente:
- PCT = percentuale di vittorie, G = partite giocate, V = partite vinte,  P = partite perse, PF = punti fatti, PS = punti subiti

| Pos. | Squadra               | PCT   | G | V | N | P | PF  | PS  |
| ---- | --------------------- | ----- | - | - | - | - | --- | --- |
| 1    | Belgrade Blue Dragons | 1.000 | 5 | 5 | 0 | 0 | 152 | 40  |
| 2    | Kikinda Mammoths      | .800  | 5 | 4 | 0 | 1 | 117 | 52  |
| 3    | Vršac Lavovi          | .600  | 5 | 3 | 0 | 2 | 136 | 112 |
| 4    | Zemun Pirates         | .400  | 5 | 2 | 0 | 3 | 119 | 150 |
| 5    | Požarevac Pastuvi     | .200  | 5 | 1 | 0 | 4 | 112 | 164 |
| 6    | Bor Golden Bears      | .000  | 5 | 0 | 0 | 5 | 46  | 164 |

## Playoff
| Sremska Mitrovica 27 giugno 2015, ore 16:00 | Sirmium Legionaries | 40 – 12 (0-6 12-6 21-0 7-0) referto | Kikinda Mammoths | Stadion 25. maj |

## Verdetti
- Belgrade Blue Dragons promossi in Prva Liga 2016
- Kikinda Mammoths non promossi in Prva Liga 2016
- Bor Golden Bears retrocessi in Treća Liga 2016

## Marcatori
Mancano i dati degli incontri Pirates-Mammoths e Blue Dragons-Pastuvi della 2ª giornata e Pastuvi-Pirates della 3ª giornata.
| Giocatore    | Sq.                   | TD rush | TD recv | TD int | TD p.ret | TD k.ret | TD oth | Xp1 | Xp2 | FG | Saf | Totale |
| ------------ | --------------------- | ------- | ------- | ------ | -------- | -------- | ------ | --- | --- | -- | --- | ------ |
| Nikolić      | Vršac Lavovi          | 0       | 4       | 1      | 0        | 1        | 0      | 0   | 3   | 0  | 0   | 42     |
| 2 giocatori  | 34                    |         |         |        |          |          |        |     |     |    |     |        |
| Vučković     | Kikinda Mammoths      | 0       | 5       | 0      | 0        | 0        | 0      | 0   | 0   | 0  | 0   | 30     |
| Grujičić     | Belgrade Blue Dragons | 4       | 0       | 0      | 0        | 0        | 0      | 0   | 1   | 0  | 0   | 26     |
| M. Almaši    | Kikinda Mammoths      | 1       | 1       | 0      | 0        | 0        | 0      | 6   | 0   | 1  | 0   | 21     |
| Eraković     | Belgrade Blue Dragons | 2       | 0       | 0      | 0        | 0        | 0      | 0   | 4   | 0  | 0   | 20     |
| 4 giocatori  | 18                    |         |         |        |          |          |        |     |     |    |     |        |
| 2 giocatori  | 12                    |         |         |        |          |          |        |     |     |    |     |        |
| Stojimirović | Požarevac Pastuvi     | 0       | 0       | 1      | 0        | 0        | 0      | 3   | 0   | 0  | 0   | 9      |
| 4 giocatori  | 8                     |         |         |        |          |          |        |     |     |    |     |        |
| 20 giocatori | 6                     |         |         |        |          |          |        |     |     |    |     |        |
| 3 giocatori  | 4                     |         |         |        |          |          |        |     |     |    |     |        |
| ? Armuš      | Belgrade Blue Dragons | 0       | 0       | 0      | 0        | 0        | 0      | 0   | 1   | 0  | 0   | 2      |

- Miglior marcatore: Nikolić ( Vršac Lavovi), 42